# Stibadium dolli
Stibadium dolli là một loài bướm đêm trong họ Noctuidae.